# Marolia variegata
Marolia variegata is een keversoort uit de familie zwamspartelkevers (Melandryidae). De wetenschappelijke naam van de soort werd in 1792 gepubliceerd door Bosc.